# 揚州城遺址
揚州城遺址指中國江蘇省揚州市境内，历经隋代、唐代、宋代時期，数座相邻和叠加的古城遺址，亦是明清扬州府城所在。
1957年，江苏省人民政府公布隋宫城、唐子城为省级保护单位；1982年，中国国务院公布扬州为首批国家历史文化名城之一；1996年，中国国务院以扬州城遗址之名，列为第四批全国重点文物保护单位；2006年，扬州城遗址列入国家100处重要大遗址名单。
目前，揚州城遺址由扬州城大遗址保护中心（原揚州唐城遺址博物館）负责保护管理。建有扬州城考古遗址公园，包含扬州城遗址（隋至宋）全部范围。建成部分包括宋大城西门遗址博物馆、宋大城北门遗址广场、唐宋城东门遗址广场、南门遗址广场、宋夹城考古遗址公园等，建设项目有唐子城·宋堡城考古遗址公园、隋炀帝墓考古遗址公园。

## 歷史
古揚州州城北部位於市區西北的蜀岡之上。南部遺址或称蜀冈下城址，在今揚州城區地下，面積約16平方公里，主要包括隋江都宫、唐代子城與羅城、宋三城（宋大城、堡寨城、夾城）以及城墻、城門、水關等遺跡。
核心區域為蜀岡上的隋江都舊城行宮區域，即江都宫，也就是唐子城，又稱牙城，為唐代官署寺舍所在地。蜀岡之下南至古運河一帶為唐代中期修建的羅城，為商業居住區，“二十四橋”即在羅城內。子城、羅城均在唐末戰亂中毀壞。
五代後周時期在唐羅城東南隅修建了一座小城，稱“周小城”。北宋時期在周小城的基礎上修築了大城（發展為今揚州城區），即宋大城。亦是明清时扬州城所在。宋时，又在唐子城基礎上修建了堡寨，即“堡寨城”。南宋寶祐年間重修“堡寨城”，即“寶祐城”；又在宋大城與寶祐城（或称宋堡城）之間修建了夾城。

### 隋唐

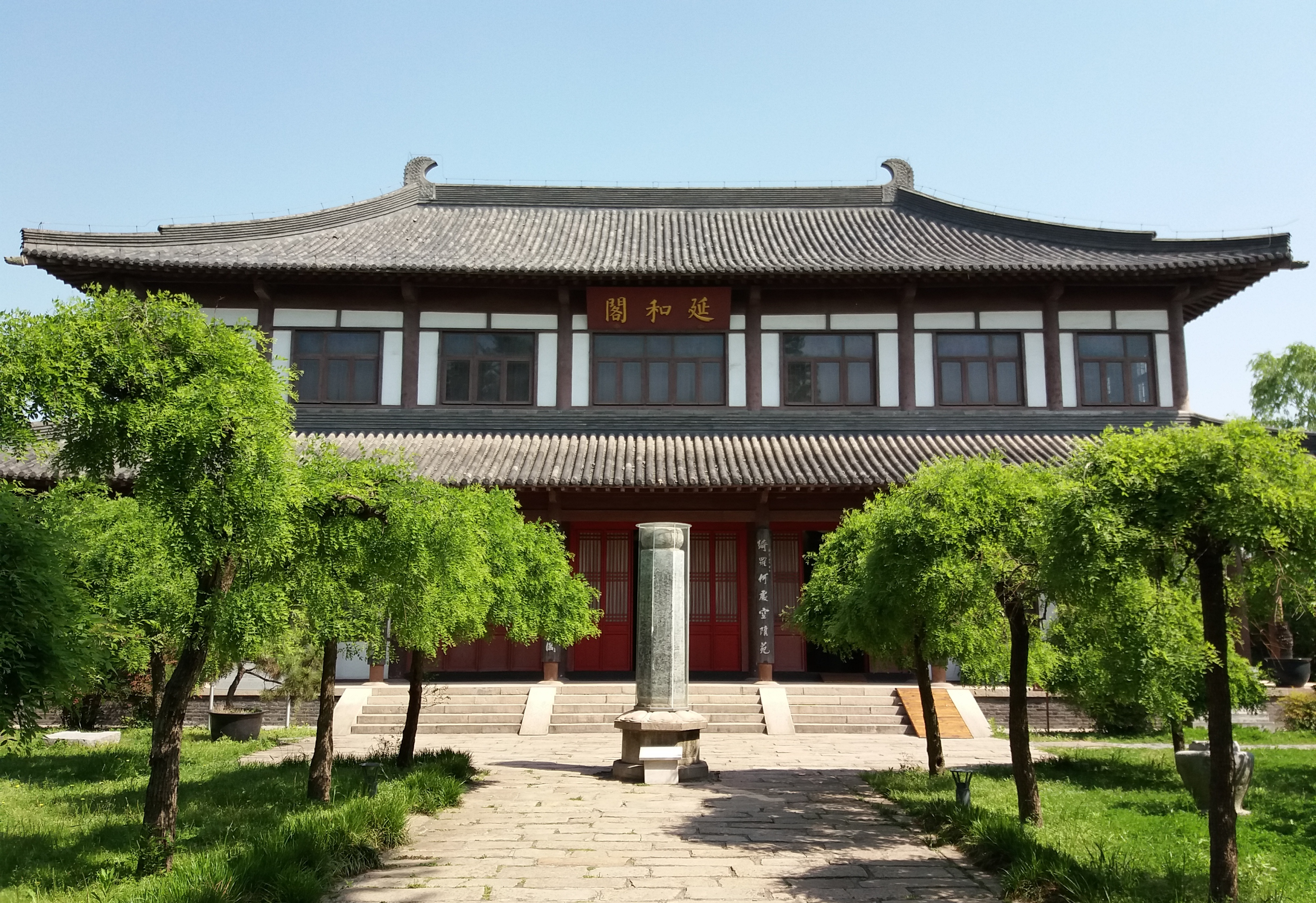
延和阁，扬州唐城遗址博物馆

揚州唐城遺址博物館位於瘦西湖景區北，即唐代“子城”遺址的西南角，建於隋煬帝江都宫“成象殿”原址之上。遺址現存城垣、城門遺跡，其上已無古代建築。新建有延和閣、崔致远纪念馆等現代仿古建築，並建造了唐代風格的城墻、門樓。館內展示唐羅城城磚等文物。
博物館保存的碑刻有：
- 杜佑阮元題刻八角石柱：原立於揚州的淮南節度使官署（後改為興教寺）內，題款為“唐貞元十二年刑部尚書檢校右僕射揚州大都督府長史淮南節度使京兆杜佑題”。後有清代漕運總督阮元題刻。
- 慧照寺經幢：王戡為其亡妻彭氏七娘子造，上刻《佛頂尊勝陀羅尼經》，唐咸通十四年六月廿一日建。
- 三絕碑：原立於揚州禪智寺（後改為史公祠）內。碑上紀念的人物為寶志和尚，由吳道子畫《寶公像》、李白撰贊、顏真卿書丹，故稱“三絕”。

### 宋朝
宋朝代，建有三座城池，即宋大城、堡寨城、夾城。宋大城西门遗址博物馆位於四望亭路與石塔北街路口東，殘存有宋代大城西門遺址。1995年在對西門街（後改名四望亭路）拓寬改造時，發現一處城門遺跡，被認定為宋代“通泗門”的甕城門遺址。該甕城門為磚砌券頂式城門，經修繕後分別高4.5米、3.5米。

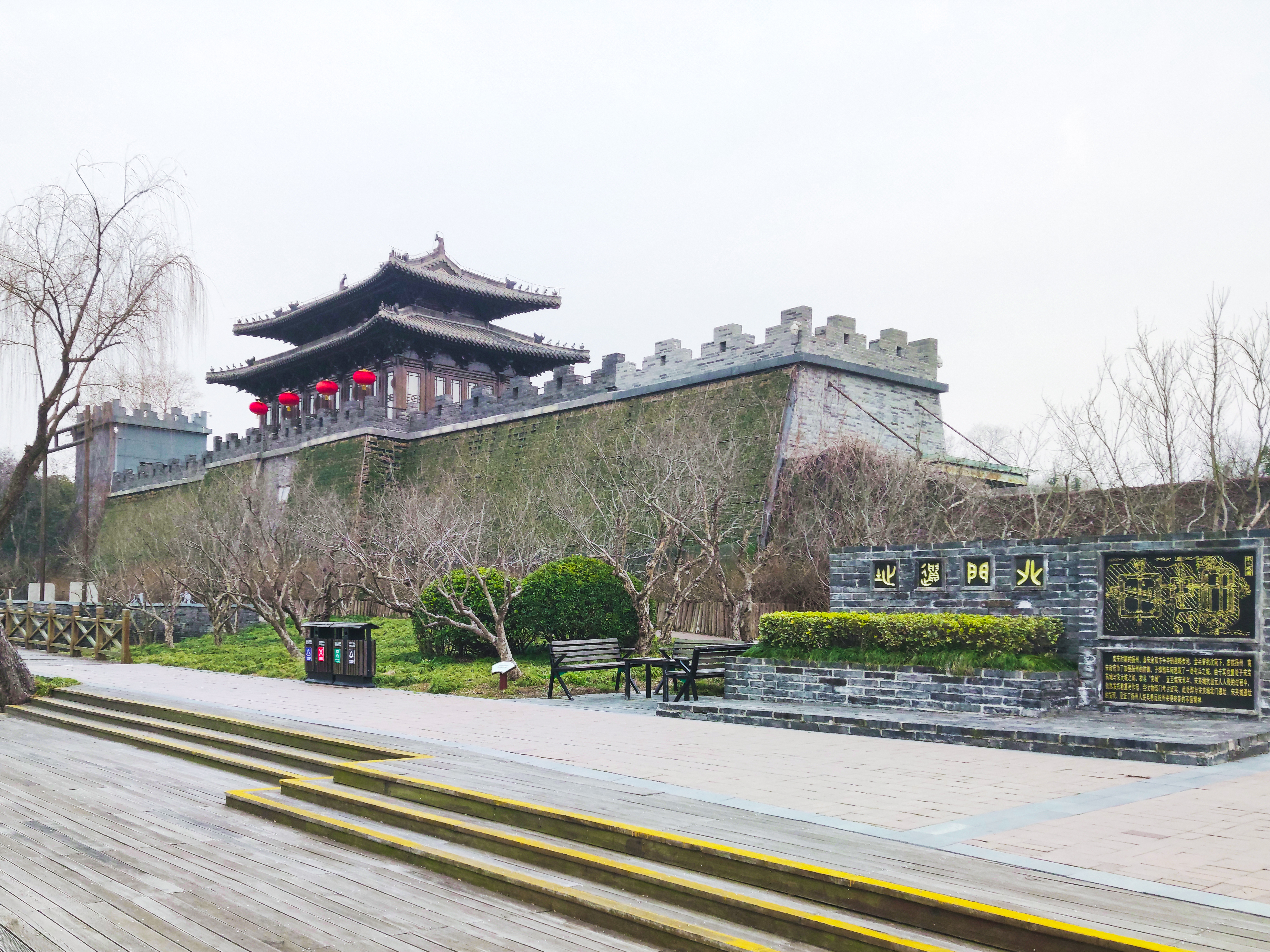
宋夹城北门遗址

宋夾城考古遺址公園位於瘦西湖景區東北，唐子城東南。遺址高出地面1至3米，四面環水，東墙長900米，西墙長950米，南墙長380米，北墙長450米，全城周長約2580米。

### 明清
明初，在宋大城基础上，改建城池，即扬州府府城，亦是江都县附郭。沿袭至今为扬州市城区。